# Louis Roelandt

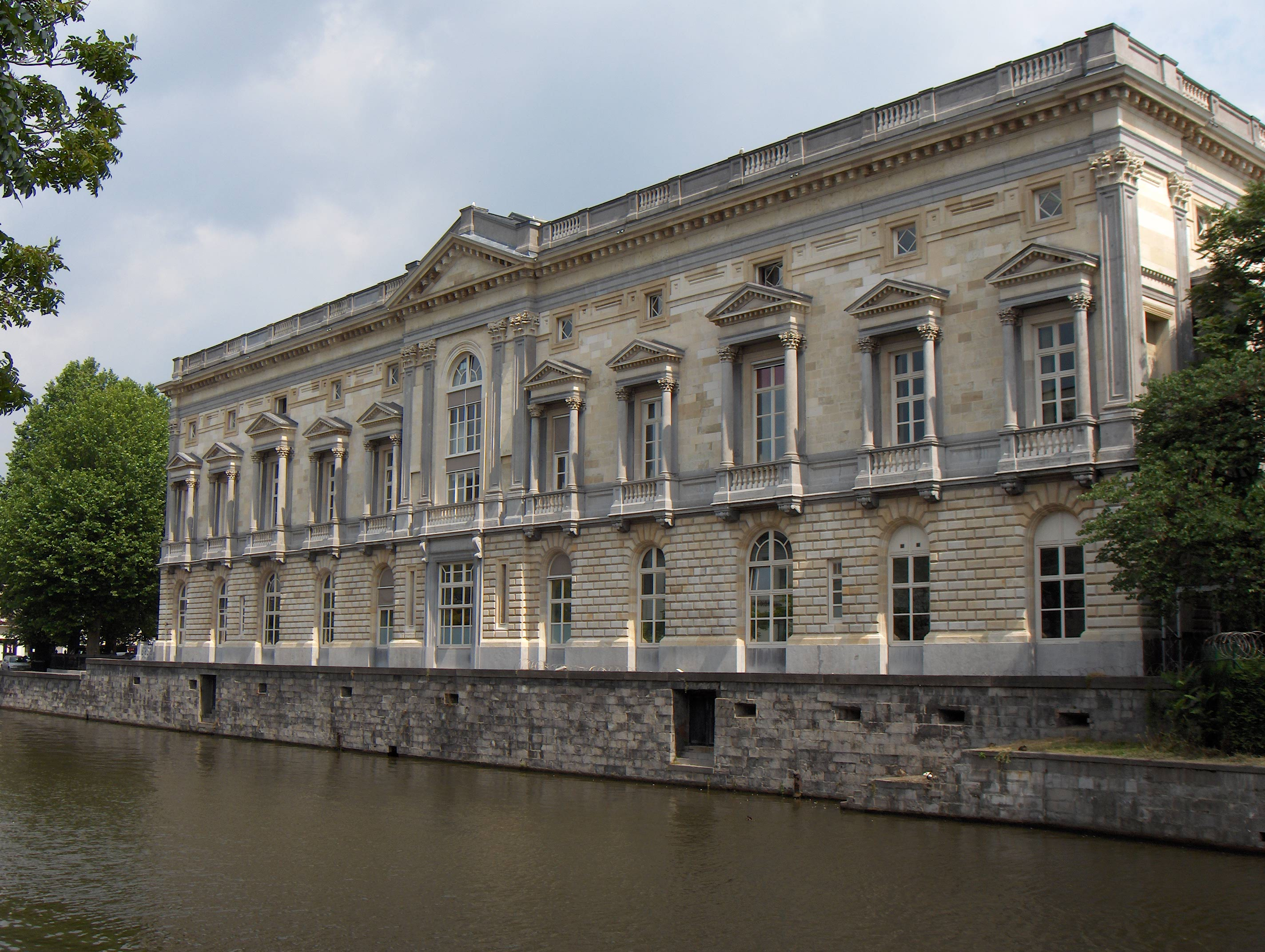
Palacio de justicia de Gante, obra de Louis Roelandt.

Louis Joseph Adrien Roelandt (Nieuwpoort, 3 de  enero  de 1786 - Gante, 5 de  abril  de 1864), fue un arquitecto belga que jugó un papel importante en la difusión de los estilos neoclásico y ecléctico. Como arquitecto oficial del municipio de Gante, un cargo que desempeñó durante casi 30 años a partir de 1818, determinó en gran medida no solo la apariencia de la arquitectura pública, sino que también contribuyó, gracias a una serie completa de proyectos más pequeños, a modelar el aspecto general de la ciudad en el siglo XIX. También diseñó muchos edificios en otras partes de Bélgica.

## Biografía e importancia

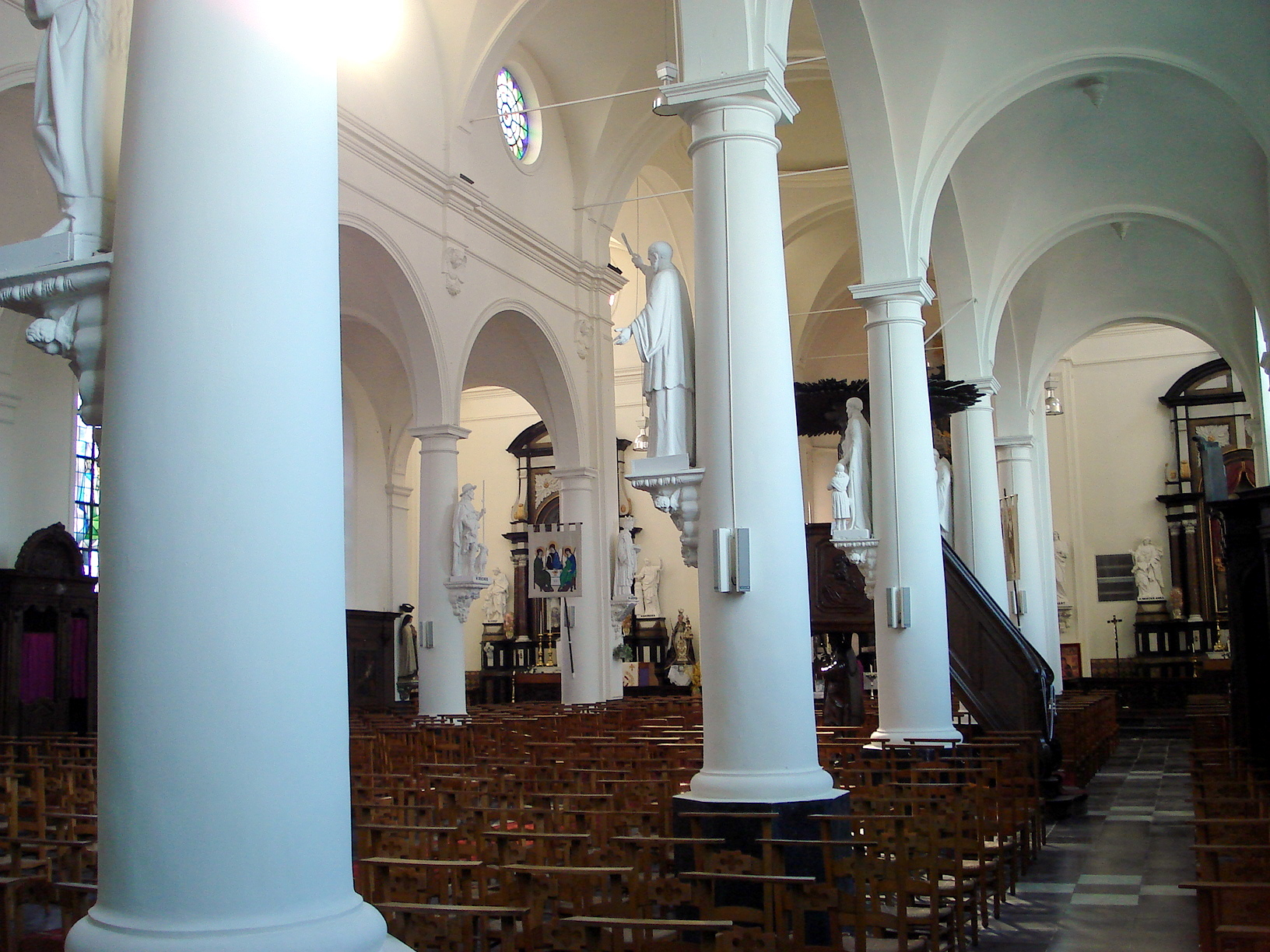
Iglesia de Doel (Flandes Oriental), vista interior desde la nave lateral derecha hacia el coro

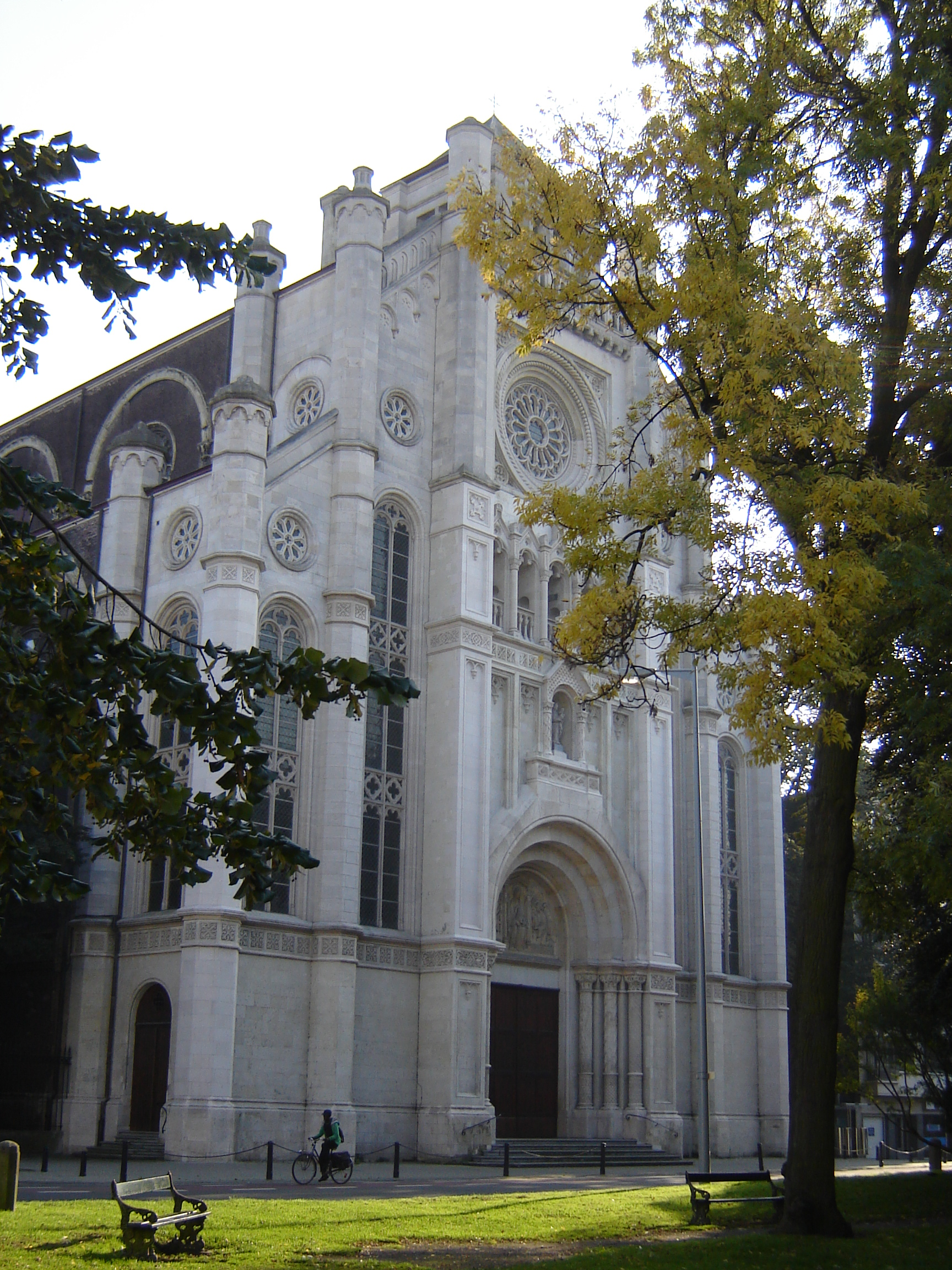
Fachada de la iglesia de Sainte-Anne en Gante

Después de haber estudiado en la Academia de Bellas Artes de Gante, Roelandt fue admitido para seguir, en París, la enseñanza de Charles Percier y Pierre-François-Léonard Fontaine, arquitectos de Napoleón Bonaparte.
Nombrado en 1818 arquitecto oficial del municipio de Gante, Roelandt recibió una larga serie de encargos de grandes edificios monumentales y prestigiosos, pero también llevó a cabo, como diseñador privado, en la misma ciudad de Gante, muchos edificios más modestos, que, si bien destacan menos, sin embargo contribuyeron a dar forma a la nueva cara de la ciudad. Entre los edificios representativos, se deben mencionar el gran anfiteatro de la Universidad de Gante, el nuevo palacio de Justicia, con su espléndida 'sala de los pasos perdidos', el Casino y la Ópera.
Sus proyectos, que se apoyaban en elementos de las corrientes históricos del pasado, como el barroco, el Renacimiento y, en menor medida, el gótico, constituyeron, en comparación con el estilo Imperio, importantes innovaciones y lo convirtieron en uno de los iniciadores de los estilos «neo» en Bélgica. Por la grandeza imperial de su arquitectura y por las innovaciones técnicas que supo integrar en ella, logró liberar a la ciudad de Gante de su confinamiento provincial y en verter en un molde grandioso los nuevos diseños y las nuevas necesidades de la época, que eran ante todo las de la ascendente burguesía de Gante, nacida de la reciente industrialización. Lamentablemente, durante el siglo XX, se minusvaloraron varios de sus logros, y algunos de ellos fueron destruidos inadvertidamente, incluyendo el edificio de la Sociedad de la Concordia, demolida en1969.
Además de sus actividades artísticas como arquitecto y de su labor docente en la Academia de Bellas Artes y en la universidad, Roelandt contribuyó al desarrollo industrial mediante la construcción, en 1820, y la explotación de una fábrica de gas, en Gante, según el modelo inglés, del cual es uno de los primeros ejemplos en el continente europeo. Fue miembro de la Comisión Real de Monumentos y Sitios, así como de muchas asociaciones culturales.
Entre sus alumnos más famosos se encuentran Louis de la Censerie, Louis van Overstraeten (su yerno) e Isidore Gérard.
Su hija Adèle Sylvie estaba casada con el escultor Joseph Geefs y su hija Mathilde-Jeanne con Louis Van Overstraeten.

## Selección de sus obras
- El Aula de la Universidad de Gante, Voldersstraat (por encima de la rue des Foulons) en Gante (1819-1826): este complejo neoclásico, con fachada con un frontón y peristilo, construida en el lugar de una antigua iglesia jesuita, demolida entre 1798 y 1801, fue el primer trabajo importante de Louis Roelandt. De ella forma parte una escalera monumental, adornada con pinturas murales, y una sala de promoción en forma de anfiteatro.
- Ópera de Gante (1840), sobre el Kouter (arriba de la plaza de Armas): este suntuoso complejo neoclásico, cuyo planta inusual, en forma de L, fue construida por iniciativa de los ricos industriales de Gante. Incluye tres salas de fiestas (el vestíbulo, la sala de los Redoutes y la sala Lully) y una sala de espectáculos (la sala de ópera propiamente dicha, originalmente con capacidad para 2000 personas). Roelandt, encargado de diseñarlo, convocará a dos decoradores parisinos de renombre, Humanité-René Philastre y Charles-Antoine Cambon, para que realizaran los interiores. El resultado es una combinación abundante pero armoniosa de arquitectura, pintura y escultura, en la que la decoración exuberante parece tener prioridad sobre la funcionalidad.
- Iglesia de Santa Ana en Gante (Sint-Annakerk): este edificio, denigrado por algunos, fue diseñado en colaboración con J. Van Hoecke y erigido en un estilo «ecléctico», en el lugar que ocupaba una antigua capilla de Santa Ana datada de la mitad del siglo XVII y demolida en 1865. En el interior hay frescos importantes de Th. Canneel. El campanario quedó inacabado.
- Palacio de Justicia de Gante (1836-1846).
- Iglesia de Sainte-Aldegonde en Deurle, cerca de Gante (1829).

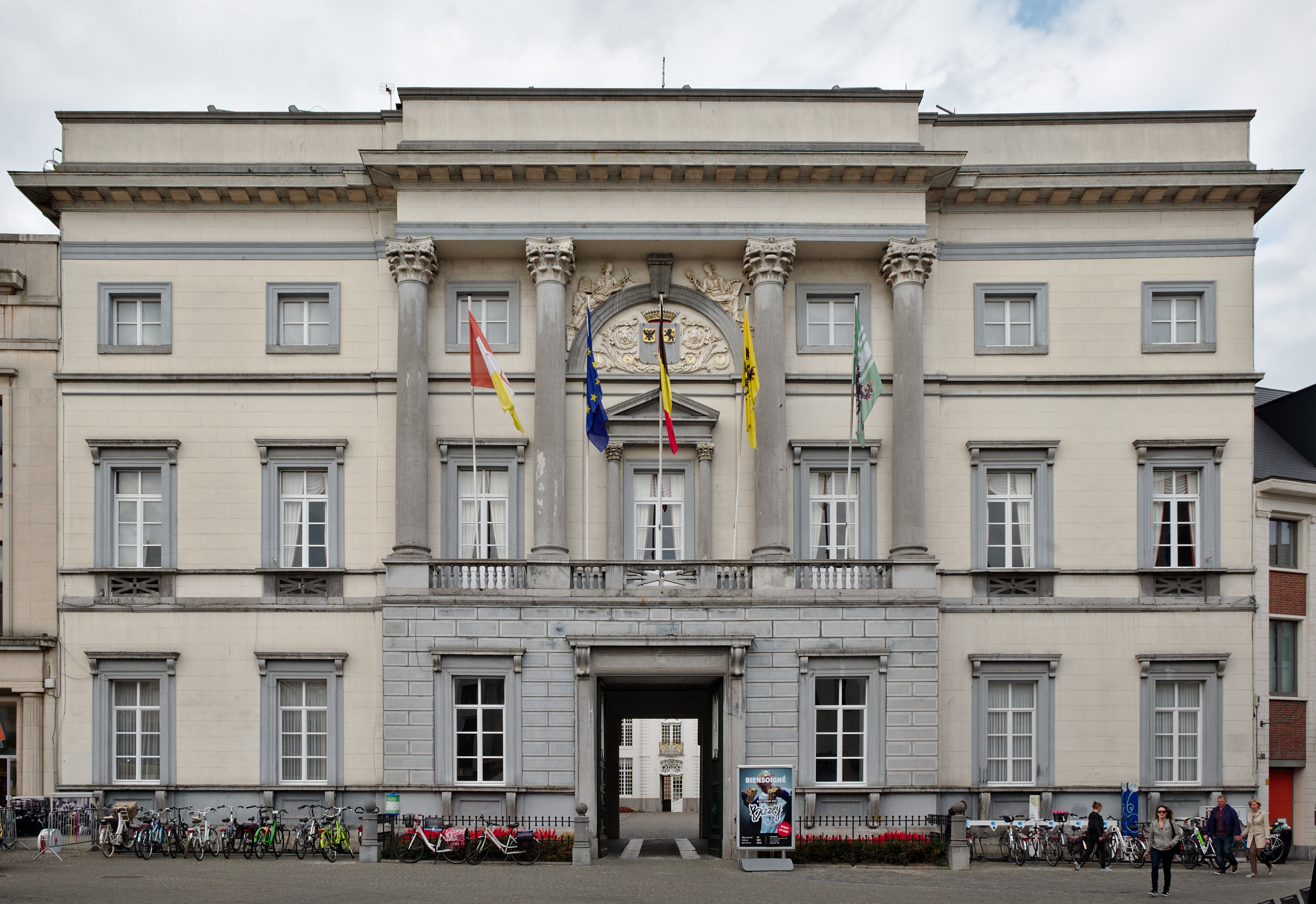
Fachada y ala neoclásica del ayuntamiento de Aalst

- Ayuntamiento de Aalst (1825-1830): Roelandt fue el autor del ala neoclásica frente a la plaza principal, este complejo de edificaciones (que data, el resto, de la mitad del siglo XVII, sin embargo, algunas partes han sido reelaboradas posteriormente en estilo rococó).
- Ayuntamiento de la villa de Ninove (1836).
- Iglesia de Santa Catalina de Sinaai (transformación y expansión de un edificio antiguo, 1841-1844)
- Iglesia de Notre-Dame (Onze-Lieve-Vrouwkerk) de  Saint-Nicolas (1844): esta iglesia, hoy clasificada, con un campanario coronado con una cúpula dorada (la monumental Madonna de 6 m de altura que lo corona es del escultor F. Van Havermaet), fue producido por Roelandt en colaboración con su yerno Louis van Overstraeten. El mobiliario se debe principalmente al propio Roelandt: altares, jubé, etc.
- Iglesia y sala académica del Pequeño Seminario de Saint-Trond (1843-1846): en los años 1840, Roelandt estuvo muy activo en la ciudad de Saint-Trond. Se le encargó la renovación de la abadía benedictina, ubicada en el corazón de esta pequeña ciudad, y que se había vendido y luego demolido después de la Revolución Francesa. De la vasta iglesia de la abadía solo quedaba el campanario (parte inferior —el nártex— en estilo  románico y  gótico, parte superior neoclásica que data de 1779, y cubierta barroca), a la que Roelandt hizo añadir en 1843, en el lugar que ocupaba la gran nave desaparecida, una pequeña iglesia neoclásica (51 m por 27 m), la Seminariekerk. El conjunto fue destruido por un incendio en 1975, pero el campanario ha sido completamente restaurado (a excepción de la aguja, reemplazada por una plataforma de observación) por el municipio de Trudonnaire. Entre 1843 y 1845, Roelandt también construyó, en el mismo sitio, el Salón Académico ( Academiezaal): de forma octogonal, se presta maravillosamente, por sus cualidades acústicas, a actuaciones de música de cámara.

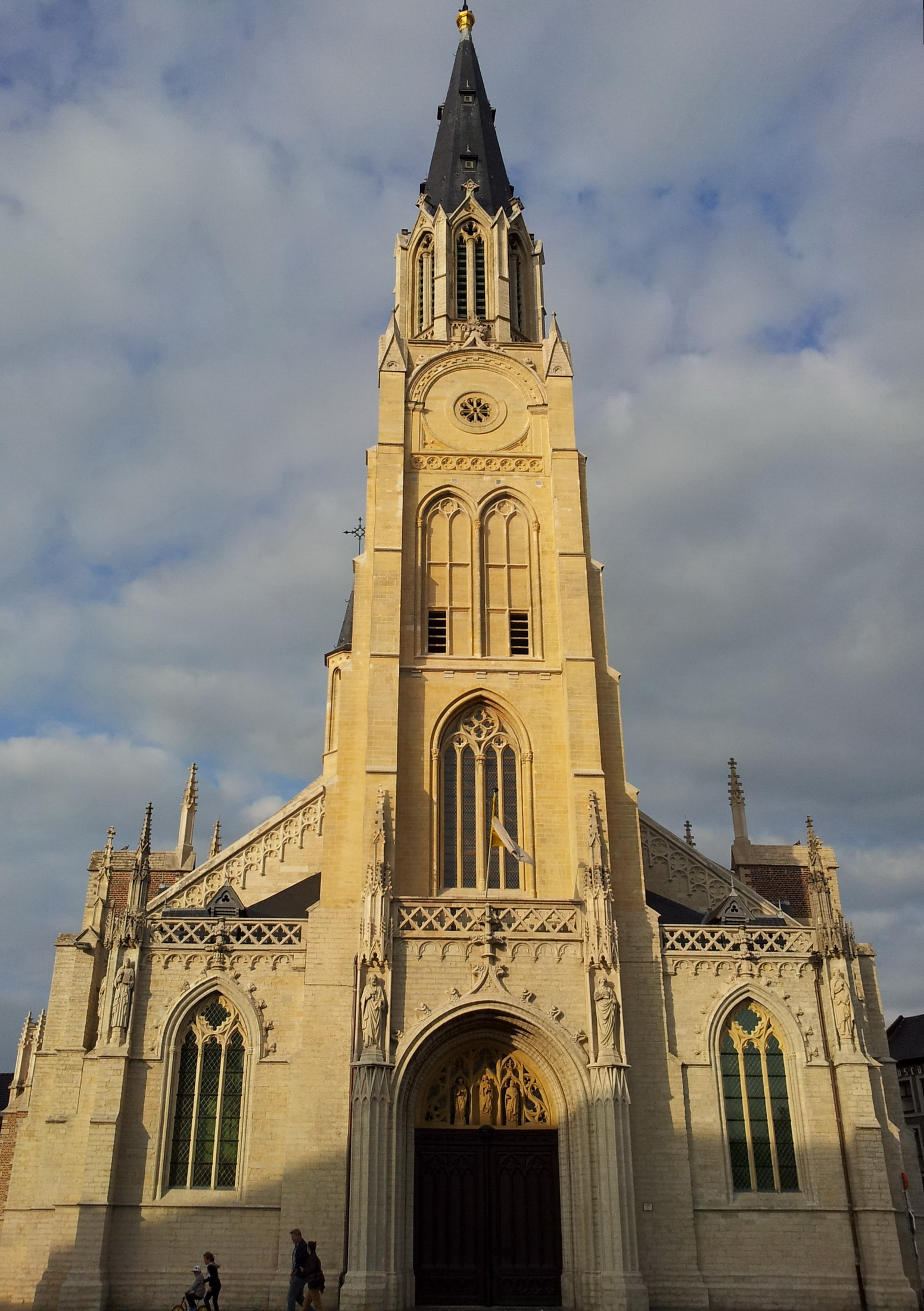
Iglesia de Notre-Dame de Saint-Trond: campanario neogótico de Louis Roelandt

- Campanario de Nuestra Señora de Saint-Trond (1847-1853): Roelandt dirigió la restauración de la iglesia gótica (coro del siglo XIV, nave del XV), y concibió en 1853 en estilo neogótico, una torre occidental para reemplazar a la antigua torre de la primera mitad del siglo XVI, que se había derrumbado en 1668.
- Iglesia de Nuestra Señora de la Asunción (Onze-Lieve-Vrouw-Tenhemelopneming) en Doel (1851-1854): este edificio neoclásico con tres naves es hoy la iglesia parroquial de este pequeño pueblo de marismas ahora amenazado con desaparecer, porque obstaculiza la expansión del puerto de Amberes. El edificio, sin embargo, está clasificado.